# Parker McKenzie
Parker Paul McKenzie (* 15. November 1897 nahe Rainy Mountain; † 5. März 1999 in Mountain View) war ein US-amerikanischer Sprachwissenschaftler.
Er kam 1897 in einem Tipi in der Nähe von Rainy Mountain im Indianerterritorium zur Welt. Im Washita River empfing er die Taufe zum Baptisten. Seine Eltern waren Kiowa-Indianer und meldeten McKenzie 1904 in der Rainy Mountain Kiowa Boarding School an. Dort war es Pflicht, Englisch zu sprechen, wer dagegen die Sprache der Kiowa benutzte, dem drohten körperliche Strafen. Im Anschluss besuchte er die Phoenix Indian Boarding School, die Union High School, das Lamson College und die Oklahoma Agricultural and Mechanical.
Als die Smithsonian Institution im Jahre 1918 den Ethnologen John Peabody Harrington nach Oklahoma sandte, um die Sprache der Kiowa zu studieren, berief dieser McKenzie zu seinem Mitarbeiter. Damit nahm eine Jahrzehnte währende wissenschaftliche Auseinandersetzung mit dem Kiowa ihren Anfang. Bis dato handelte es sich um eine rein mündliche Sprache. Gemeinsam entwickelten beide ein bis heute gültiges phonetisches Alphabet. Die Ergebnisse wurden in den Werken Vocabulary of the Kiowa Language (1928) und Popular Account of the Kiowa Indian Language (1948) veröffentlicht. Gegen Ende der 1940er Jahre fand die Zusammenarbeit von Harrington und McKenzie ihren Schlusspunkt, bis in die 1950er Jahre hinein konnte das System perfektioniert werden.
McKenzie schlug nie eine akademische Laufbahn ein, sondern war zwischen 1920 und 1959 lediglich Stenotypist in der Indians Monies Section des Bureau of Indian Affairs der Anadarko Agency. In den letzten Lebensjahren erfolgte eine enge Zusammenarbeit mit Laurel Watkins, die seine Arbeit 1984 in A Grammar of Kiowa beschrieb. Seine Verdienste um das Kiowa honorierte die University of Colorado im Jahre 1991 mit der Verleihung der Ehrendoktorwürde. Zu seinem 100. Geburtstag ehrte man ihn mit einem Festakt in der Red Buffalo Hall des Kiowa Tribal Complex in Carnegie. McKenzie starb 1999 im Alter von 101 Jahren. Nach seinem Tod wurde er in die Oklahoma Historians Hall of Fame aufgenommen.
Manche verglichen seine Arbeit mit der Sequoyahs, der das Cherokee-Alphabet entwickelte. Nicht nur in wissenschaftlicher, sondern vor allem in kultureller Hinsicht muss sie gewürdigt werden: Dank ihr konnten Texte älterer Sprecher und Wörter, die heute kaum noch verwendet werden, der Nachwelt erhalten werden. Er übersetzte auch Werke aus dem Englischen, darunter 1986 einige baptistische Hymnen.
Er war mit Nettie verheiratet, die er seit der Schulzeit kannte, und hatte zwei Töchter, Esther Hayes of Mountain View und Kathryn Collier of Wewoka.
| Personendaten    | Personendaten                                   |
| ---------------- | ----------------------------------------------- |
| NAME             | McKenzie, Parker                                |
| ALTERNATIVNAMEN  | McKenzie, Parker Paul; McKenzie, Parker Yia-som |
| KURZBESCHREIBUNG | US-amerikanischer Kiowa-Sprachwissenschaftler   |
| GEBURTSDATUM     | 15. November 1897                               |
| GEBURTSORT       | bei Rainy Mountain                              |
| STERBEDATUM      | 5. März 1999                                    |
| STERBEORT        | Mountain View                                   |